# Champvert
Champvert är en kommun i departementet Nièvre i regionen Bourgogne-Franche-Comté i de centrala delarna av Frankrike. Kommunen ligger i kantonen Decize som tillhör arrondissementet Nevers. År 2022 hade Champvert 744 invånare.

## Befolkningsutveckling
Antalet invånare i kommunen Champvert
| Referens: INSEE |